# Metabolism social
Metabolismul social sau metabolismul socio-economic este setul de fluxuri de materie și energie care au loc între natură și societate, precum și între diferite grupuri sociale.
Procesele metabolice sociale încep cu însușirea de materiale și energie din natură. Acestea pot fi transformate și puse în circulație pentru a fi consumate și în cele din urmă excretate înapoi naturii. Fiecare dintre aceste procese au un impact asupra mediului diferit în funcție de modul în care ele sunt efectuate, cantitatea de materie și energie implicată în proces, zona în care se produce, timpul disponibil și capacitatea de regenerare a naturii.
În ciuda faptului că o mare parte din studiile referitoare la metabolismul social se axează pe intrările și ieșirile de materiale și energie în și din stat (import și export) datorită accesului ușor la informații despre tranzacțiile de afaceri, metabolismul social este, de asemenea, studiul detaliat al altor procese metabolice, cum ar fi cele efectuate de grupurile sociale mai mici, interacțiunea cu natura, precum și specificul acestora din punctul de vedere al diferitor culturi.